# Ignacio Urrutia Manzano
Ignacio Urrutia Manzano (Concepción, 1 de julio de 1879 - Parral, 8 de febrero de 1951) fue un político y militar chileno. Se desempeñó como ministro de Defensa del presidente Juan Esteban Montero y senador.

## Biografía
Fue hijo de Luis Urrutia Rozas y Aurora Manzano Benavente. Inició sus estudios en el Liceo de Hombres de Concepción, actual Liceo Enrique Molina Garmendia, posteriormente ingresó a la Escuela Naval Arturo Prat, graduándose de Guardiamarina.
Contrajo matrimonio con Ludmilla de la Sotta con quien tuvo siete hijos, entre estos el también parlamentario Ignacio Urrutia de la Sotta.

## Vida pública
Entre sus labores en esta carrera naval fue comisionado en Europa para supervisar la construcción de barcos para la Armada de Chile, además al retornar en la Esmeralda, exploró los Canales Magallánicos, además ejerció como instructor en la armada.
Se retiró en 1906, y se hizo militante del Partido Liberal de Chile, además se dedicó a las labores agrícolas de su hacienda, ubicada en Parral, fue elegido Alcalde y Regidor por dicha ciudad.
Fue elegido diputado en 1926 por Loncomilla, Linares y Parral, fue reelegido en 1930 en el llamado Congreso Termal, mientras integraba la comisión de hacienda y la mixta de presupuesto hizo algunas observaciones en materia presupuestaria al gobierno de la época.
El 8 de abril de 1932 el presidente Juan Esteban Montero lo llamó a ser ministro del recién creado Ministerio de Defensa de Chile, sin embargo el 4 de junio de 1932 estalla una revolución socialista y el gobierno cae, lamentablemente el ministro Urrutia y el general Vergara le informan a Montero que no se puede retener la revolución, cayendo el gobierno. Además el congreso es disuelto por la efímera República Socialista de Chile y Urrutia queda sin ningún cargo.
Fue elegido senador en 1933 tras un breve ocaso político cuando ya los socialistas habían sido derrocados, fue elegido por la agrupación Talca y Maule, y en ese mismo año fue elegido Presidente del Senado de Chile, ostentó este cargo hasta 1934.
Cabe destacar que fue autor de algunas obras históricas, tras este paso por el senado, se dedicó a las labores de su hacienda, falleció en Parral el 8 de febrero de 1951.